# Bahnhof Niederhöchstadt
Der Bahnhof Niederhöchstadt ist ein Trennungsbahnhof im Stadtteil Niederhöchstadt der hessischen Stadt Eschborn. Neben ihm gibt es noch die Bahnhöfe Eschborn und Eschborn Süd. Kurz hinter dem Bahnhof trennen sich die Kronberger Bahn nach Kronberg und die Limesbahn nach Bad Soden.

## Geschichte

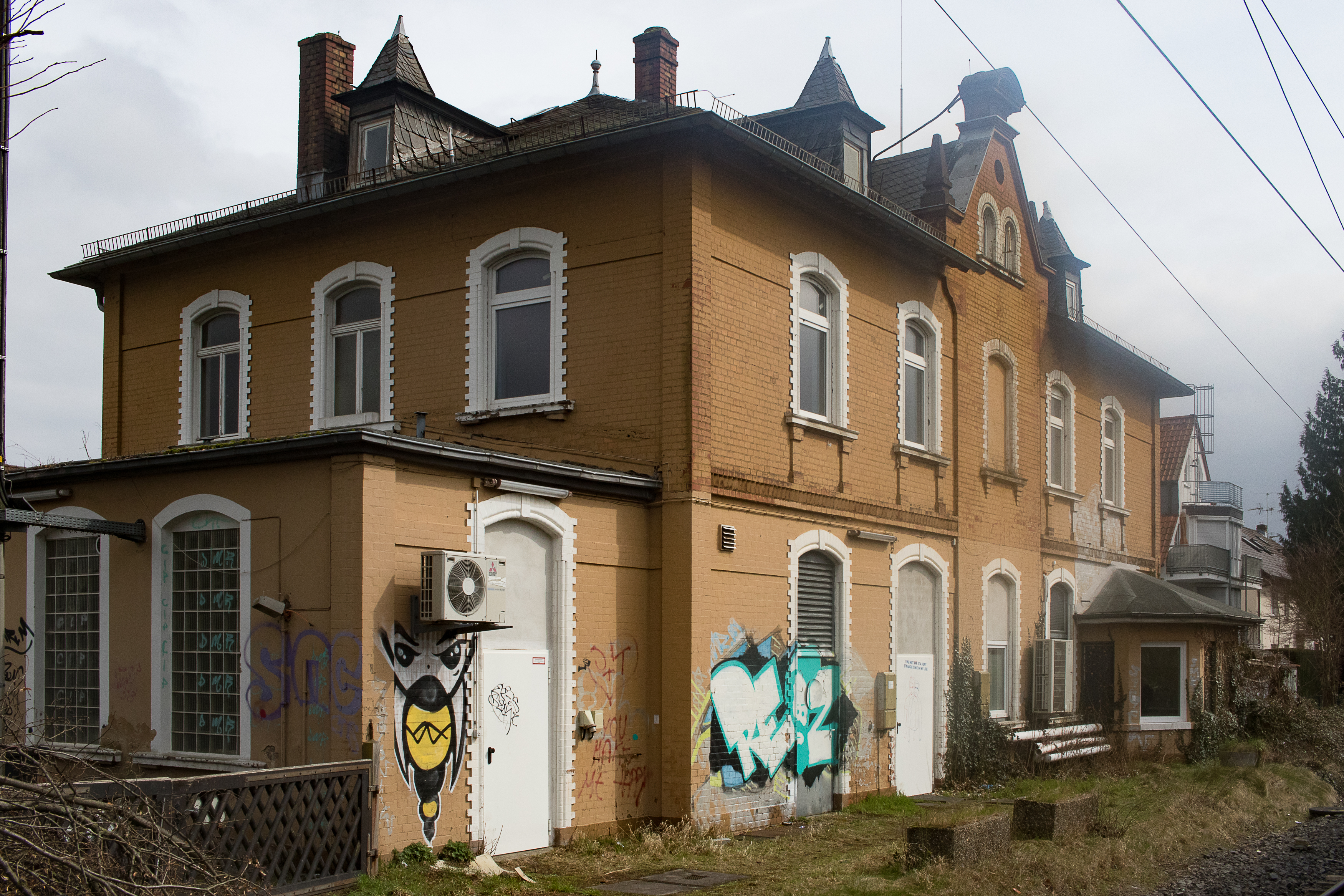
Altes Bahnhofsgebäude von 1874

Der Bahnhof Niederhöchstadt wurde am 1. November 1874 zusammen mit der Kronberger Bahn durch die Cronberger Eisenbahn-Gesellschaft eröffnet. Das Stationsgebäude stammt aus der Zeit der Jahrhundertwende um 1900 und steht unter Denkmalschutz. Es ist ein zweigeschossiger Backsteinbau. Er trägt ein flaches Walmdach und kleine mit Zeltdächern gedeckte Dachgauben. Besonders die Bahnsteigseite zeigt eine anspruchsvolle Baugliederung mit übergiebeltem Mittelrisalit, Mauerblenden und Gesimsen. Später wurde für das Aufsichtspersonal im Erdgeschoss ein polygonaler Erker hinzugefügt und ein Anbau auf der Nordseite.
Der Bahnhof wurde zum Trennungsbahnhof, als am 22. Dezember 1970 auf dem ersten Teilstück der neuen Limesbahn zwischen Niederhöchstadt und dem Bahnhof Schwalbach (Taunus) Limes an der Limesstadt ein Pendelverkehr eröffnet wurde. Knapp zwei Jahre später, am 6. November 1972, folgte der Lückenschluss bis nach Bad Soden, das bis dahin nur mit Frankfurt-Höchst eine Bahnverbindung durch die Sodener Bahn (heutige RMV-Bahnlinie 11) besaß.
Seit dem 28. Mai 1978 werden beide Strecken durch die S-Bahn-Linien S3 und S4 bedient.
Ein Umbau und eine Sanierung des Bahnhofs wurde von der Stadt Eschborn 2019 gefordert.

## Verkehr
Der Bahnhof ist heute ein reiner S-Bahnhof. Hier halten die Linien S3 und S4 der S-Bahn Rhein-Main, welche von Bad Soden (S3) bzw. Kronberg (S4) über Frankfurt (Main) Hauptbahnhof nach Frankfurt Süd verkehren.
| Linie | Verlauf | Takt   |
| ----- | --- | ------ |
| S3    | Bad Soden (Taunus) – Sulzbach (Taunus) Nord – Schwalbach a Ts (Limes) – Schwalbach a Ts (Limes) Nord – Niederhöchstadt – Eschborn – Eschborn Süd – Frankfurt-Rödelheim – Frankfurt (Main) West – Frankfurt am Main Messe – Frankfurt (Main) Galluswarte – Frankfurt (Main) Hbf tief – Frankfurt (Main) Taunusanlage – Frankfurt (Main) Hauptwache – Frankfurt (Main) Konstablerwache – Frankfurt (Main) Ostendstraße – Frankfurt (Main) Lokalbahnhof – Frankfurt (Main) Süd | 30 min |
| S4    | Kronberg (Taunus) – Kronberg Süd – Niederhöchstadt – Eschborn – Eschborn Süd – Frankfurt-Rödelheim – Frankfurt (Main) West – Frankfurt am Main Messe – Frankfurt (Main) Galluswarte – Frankfurt (Main) Hbf tief – Frankfurt (Main) Taunusanlage – Frankfurt (Main) Hauptwache – Frankfurt (Main) Konstablerwache – Frankfurt (Main) Ostendstraße – Frankfurt (Main) Lokalbahnhof – Frankfurt (Main) Süd                                                                     | 30 min |